# گوسن
گوسن (انگلیسی: Gosen) شرکت تجهیزات ورزشی ژاپنی است، که در سال ۱۹۵۱ تأسیس شد.